# لغة غدامسية
لغة غدامسية هي لغة أمازيغية مهددة بالانقراض يتكلم بها سكان مدينة غدامس في ليبيا، كانت اللغة الغدامسية لغة محكية ولا تستخدم في الكتابة عادة وإذا استخدمت في الكتابة فانها تستخدم الاحرف العربية.